# Savigny (Górna Marna)
Savigny – miejscowość i gmina we Francji, w regionie Grand Est, w departamencie Górna Marna.
Według danych na rok 1990 gminę zamieszkiwało 70 osób, a gęstość zaludnienia wynosiła 11 osób/km².